# Adolf Mayer
Adolf Eduard Mayer (ur. 9 sierpnia 1843 w Oldenburgu, zm. 25 grudnia 1942 w Heidelbergu), niemiecki chemik rolny, którego praca nad mozaiką tytoniu odegrała ważną rolę w odkryciu wirusa mozaiki tytoniu i innych wirusów.

## Rodzina
Adolf Mayer urodził się w 1843 roku w Oldenburgu. Ojciec Karl August Mayer (1808-1894) był nauczycielem w szkole średniej. Jego matka była córką znanego niemieckiego chemika Leopolda Gmelina.

## Początek nauki
W latach 1860–1862 studiował matematykę i chemię w Karlsruher Institut für Technologie. W 1862 roku wstąpił na Uniwersytet w Heidelbergu, gdzie w 1864 uzyskał doktorat z chemii, fizyki i matematyki z summa cum laude.